# Eastern Connecticut State University
Die Eastern Connecticut State University (auch Eastern oder ECSU genannt) ist eine staatliche Universität in Willimantic im Osten des US-Bundesstaates Connecticut. Derzeit sind etwa 5427 Studenten eingeschrieben. Die Hochschule ist ein sogenanntes Liberal Arts College.

## Geschichte
Gegründet wurde die Hochschule 1889 und ist damit die zweitälteste Hochschule des Connecticut State University System.

## Forschung
Zur ECSU gehört das Institute for Sustainable Energy, ein Forschungs- und Lehrzentrum für nachhaltige Energieformen.

## Sport
Die Sportteams der Eastern Connecticut State University sind die Warriors. Die Hochschule ist Mitglied in der Eastern College Athletic Conference.